# Manin (Syria)
Manin (arab. منين) – miasto w Syrii, w dystrykcie At-Tall w muhafazie Damaszek. Według spisu ludności z 2004 roku liczyło 17 521 mieszkańców.